# حسن رودباریان
حسن رودباریان (زادهٔ ۱۵ اردیبهشت ۱۳۵۷ در قزوین) بازیکن سابق فوتبال اهل ایران و عضو پیشین تیم ملی ایران است. وی در سال ۲۰۱۸ موفق به کسب مدرک مربیگری سی آمریکا شد.

## باشگاه‌ها
او از سال ۱۳۷۸ تا سال ۱۳۸۶ عضو باشگاه فوتبال پاس تهران بود در سال ۱۳۸۶ به تیم پرسپولیس پیوست اما یک سال بعد از این تیم جدا شد و به باشگاه پیکان رفت، سپس عضو تیم فوتبال تراکتورسازی تبریز در فصل ۸۹–۸۸ لیگ برتر فوتبال ایران شد. وی که در فصل ۸۹–۹۰ به باشگاه راه‌آهن پیوسته بود، قرار داد خود را برای یک فصل دیگر نیز تمدید کرد.

## جام ملت‌های آسیا ۲۰۰۷
او در مسابقات جام ملت‌های آسیا ۲۰۰۷ که تیم ملی فوتبال ایران با سرمربیگری امیر قلعه‌نویی در مسابقات حضور پیدا کرده بود، با پوشیدن پیراهن شماره یک در تمامی مسابقات به عنوان دروازه‌بان اول بازی کرد.

## افتخارات
باشگاهی
- لیگ برتر
- نایب قهرمانی در لیگ برتر فوتبال ایران ۸۲–۱۳۸۱ به همراه تیم پاس تهران
- قهرمانی در لیگ برتر فوتبال ایران ۸۳–۱۳۸۲ به همراه تیم پاس تهران
- نایب قهرمانی در لیگ برتر فوتبال ایران ۸۵–۱۳۸۴ به همراه تیم پاس تهران
- قهرمانی در لیگ برتر فوتبال ایران ۸۷–۱۳۸۶ به همراه تیم پرسپولیس تهران
- جام حذفی
- نایب قهرمانی در جام حذفی فوتبال ایران ۹۳–۱۳۹۲ به همراه تیم مس کرمان